# GCaMP
GCaMPとは、タンパク質で出来たカルシウムセンサーの一種である。

## 概要
GCaMPは主として循環置換型緑色蛍光タンパク(cpGFP)、カルモジュリン(CaM)、ミオシン軽鎖フラグメント(M13)を遺伝子工学的に結合させたカルシウムセンサータンパク質である。
このタンパク質はcpGFPの片側(N末端側)にカルモジュリンを、もう片側(C末端側)にはミオシン軽鎖M13フラグメントを結合した形をしている。
カルシウムイオンがカルモジュリンと結合すると、Ca2+/CaM複合体がM13と相互作用してcpGFPの立体構造を変化させ、これによって蛍光強度が変化する。これを利用することによってカルシウム濃度の変化をGCaMP蛍光強度の変化として検出することができる。
タンパク質であるため遺伝子に組み込むことが可能であり、特にモデル動物において組織・細胞特異的プロモーターと組み合わせることによって目的の組織・細胞種のみをカルシウムイメージングすることができる。

## 種類
GCaMPはLoren L. Looger(ハワード・ヒューズ医学研究所Janelia Research Campus Looger Lab)らのグループ(表中LL)と中井淳一、大倉正道(埼玉大学脳末梢科学研究センター中井研究室)らのグループ(表中MO)をはじめとした複数の科学者によって改変・改良されており、現在では様々な種類のGCaMPが存在する。GCaMP3の導入された遺伝子改変動物は広く普及しており、これを用いた研究は今も発表されている。　また、新しく作られる遺伝子改変動物にはG-CaMP6-8, GCaMP6s,m,fが用いられている。
| 名前                 | 発表年 | 開発者                   | 備考                                  | doi                                         |
| -------------------- | ------ | ------------------------ | ------------------------------------- | ------------------------------------------- |
| G-CaMP               | 2001   | Junichi Nakai, et al.    | 最初のGCaMP, MO                       | 10.1038/84397                               |
| G-CaMP1.6            | 2005   | Masamichi Ohkura, et al. | MO                                    |                                             |
| GCaMP2               | 2006   | Tallini, et al.          | LL                                    |                                             |
| GCaMP3               | 2009   | Lin Tian, et al.         | LL(普及版)                            | 10.1038/nmeth.1398                          |
| G-CaMP4.1            | 2010   | Asako Shindo, et al.     | MO                                    | 10.1371/journal.pone.0008897                |
| GCaMP5               | 2012   | Jasper Akerboom, et al.  | LL                                    | 10.1523/JNEUROSCI.2601-12.2012              |
| G-CaMP6, 7, 8        | 2012   | Masamichi Ohkura, et al. | MO(最新)                              | 10.1371/journal.pone.0051286                |
| GCaMP6f, 6m, 6s      | 2013   | Tsai-Wen Chen, et al.    | LL, f: fast, m: medium, s: slow の3種 | 10.1038/nature12354                         |
| jGCaMP7f, 7s, 7b, 7c | 2019   | Dana, et al.             | LL, (最新？)                          | 10.1038/s41592-019-0435-6 GENIEの紹介ページ |
| GCaMP-X              | 2018   | Yaxiong Yang, et al.     | ※名前はGCaMPだが基本構造が異なる      | 10.1038/s41467-018-03719-6                  |